# کنشو اوگاساوارا
کنشو اوگاساوارا (انگلیسی: Kensho Ogasawara؛ زادهٔ ۲۶ مارس ۱۹۹۵) بازیکن فوتبال اهل ژاپن است.